# 김문수 (소설가)
김문수(金文洙, 1939년 4월 3일 ~ 2012년 11월 5일)는 대한민국의 소설가이다.

## 생애
충청북도 청주에서 출생했으며, 동국대학교 국문과를 졸업하였다. 1961년 단편 〈이단 부흥〉(異端復興)이 《조선일보》 신춘문예에 당선되어 등단했다. 주요 작품으로 《증묘》(蒸猫), 《육아》(肉芽), 《고독 지옥》, 《어둠의 저쪽》, 《그 여름의 나팔꽃》, 《끈》, 《종말》 등이 있다. 현대 사회 속에서의 샤머니즘적 세계관의 갈등, 그리고 도시 서민들의 삶의 의식과 고뇌를 주로 다룬 작가이다. 1989년 《만취당기》로 동인문학상을 수상했다.
2012년 11월 5일 숙환으로 별세했다.